# Akt (konst)

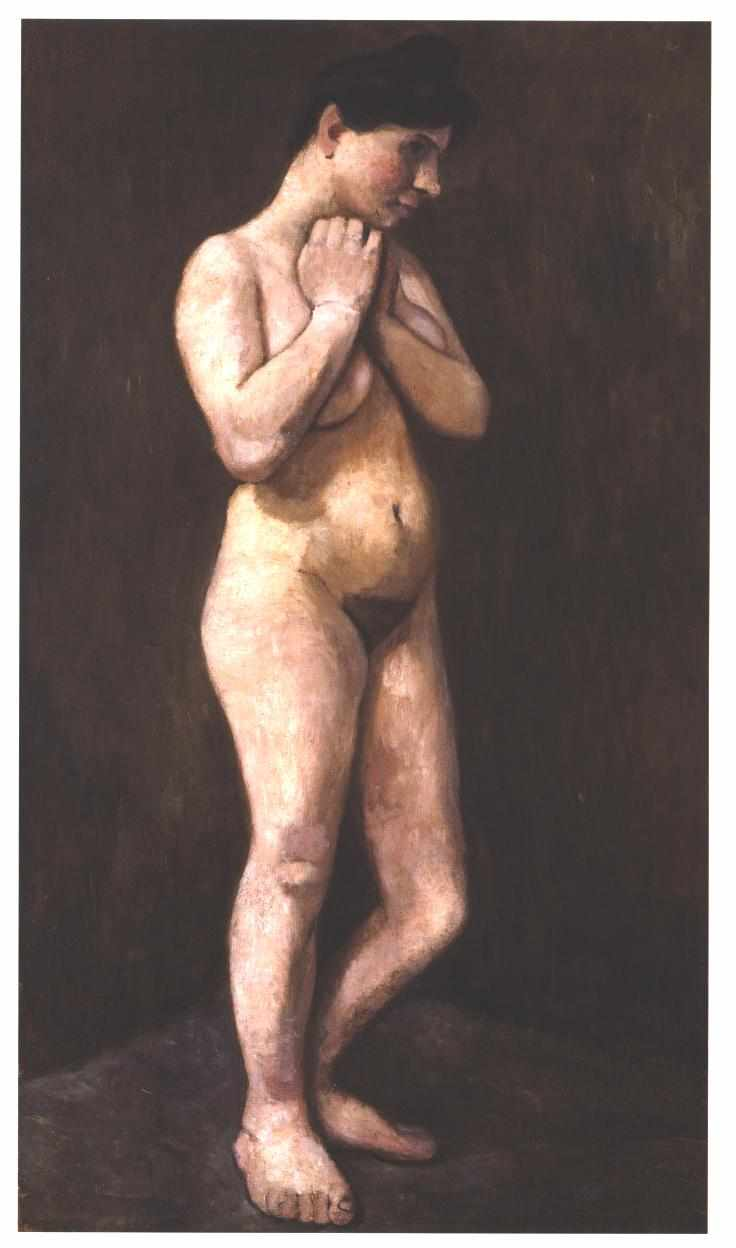
Stehender weiblicher Akt, die Arme vor die Brust gelegt av Paula Modersohn-Becker, ca 1905.

Akt eller aktstudie (av latin actus 'handling', i betydelsen en skådespelares eller modells aktion; utförande av en roll), är en konstnärlig gestaltning av den nakna människokroppen i bild eller skulptur, ibland i studiesyfte. Konstverkets motiv är en "akt": det vill säga modellen i viss ställning. 
Ordet akt används alltså främst där kropp och kroppsställning utgör det egentliga motivet. En målning som avbildar exempelvis mytologiska gestalter som Afrodite eller Adam och Eva, badande personer etc kallas vanligen inte ”akt”. 
Övningar och snabba skisser kallas kroki. Ordet akt används mer ofta om självständiga avslutade konstverk, i första hand inom bildkonst inklusive fotografi. 
Typiskt för det som kallas akt är konstnärliga anspråk, inte sällan framgår konstnärens anatomiska skolning och kunskaper i framställningen. 
Ordet "akt" som konstterm i denna mening, och ibland som beteckning på en genre i konsten, förekommer främst i nordeuropeiska språk, i Sverige tidigast belagt i mitten av 1800-talet, i Tyskland från mitten av 1700-talet.

## Historia
Konstnärliga framställningar av den nakna människokroppen har alltid förekommit, ett tidigt exempel är en stor mängd "gudinnefiguriner", exempelvis den 25 000 år gamla, ca 10 cm höga kalkstensfigurinen Venus från Willendorf. 
I antikens konst var studier av den nakna människokroppen mycket vanliga. Under vissa perioder, exempelvis under medeltiden har det i västerlandet funnits en negativ syn på nakenhet i konst. Den har endast accepterats  då den givits biblisk form, inte sällan som avbildningar av Adam och Eva. 
Under renässansen återkom antikens öppenhet inför studier av kroppen. Leonardo da Vinci, som var anatomiskt intresserad, blev en föregångare för anatomiskt skolade avbildningar av människokroppen. Efter detta har studier av människokroppen blivit ett självklart motiv i konsten och under 1800-talet har akt blivit något av en genre i sig. 

## Exempel på aktstudier (framställning)

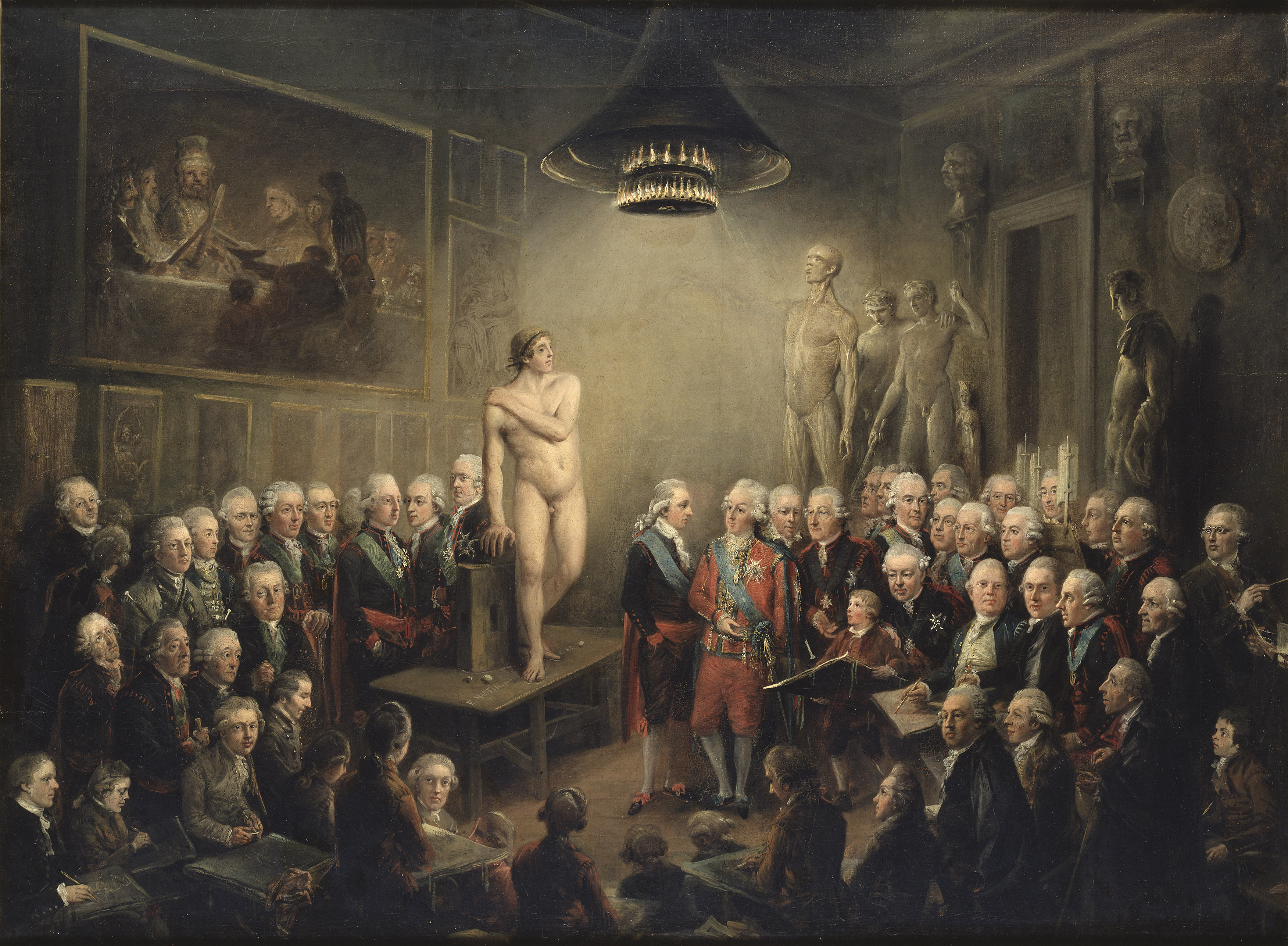
Gustav III på konstakademien vid aktstudier 1782.
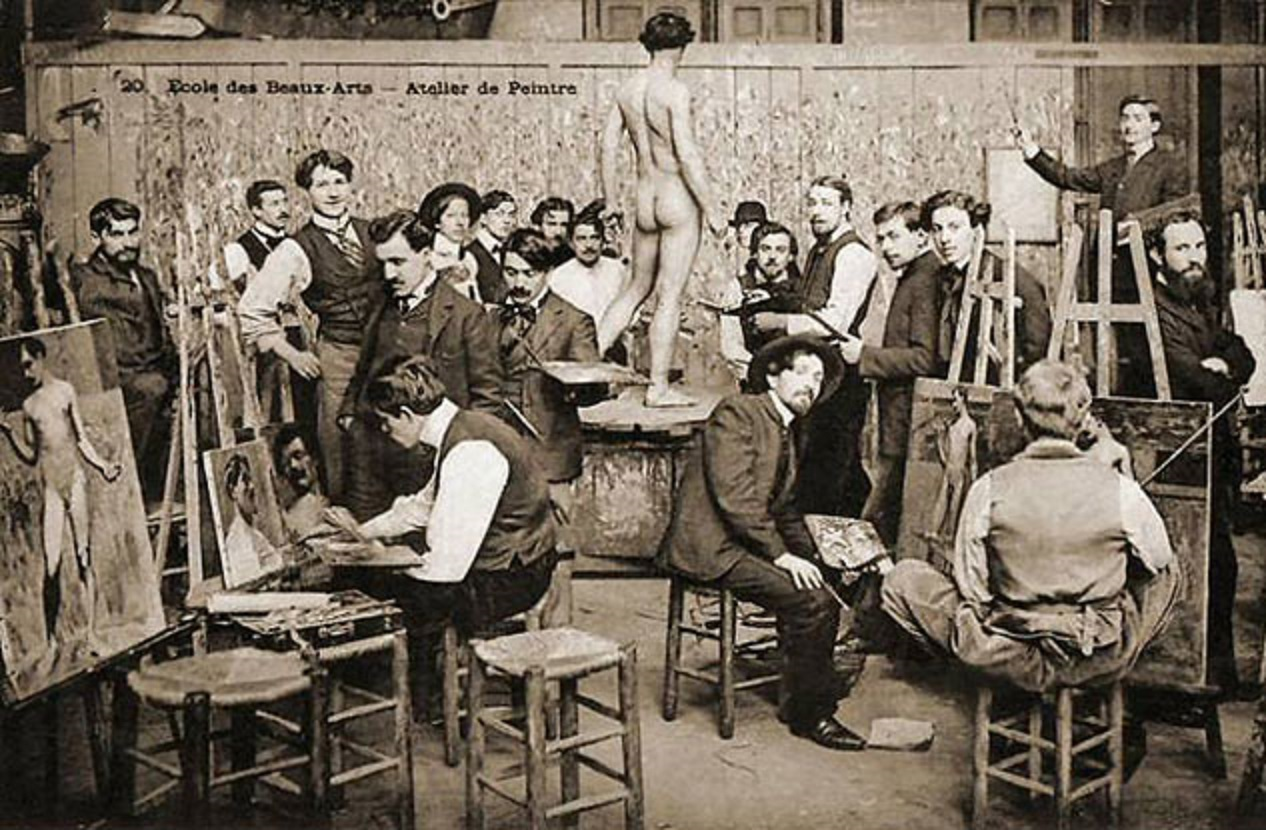
Aktstudier på École des beaux-arts, Frankrike, sent 1800-tal.
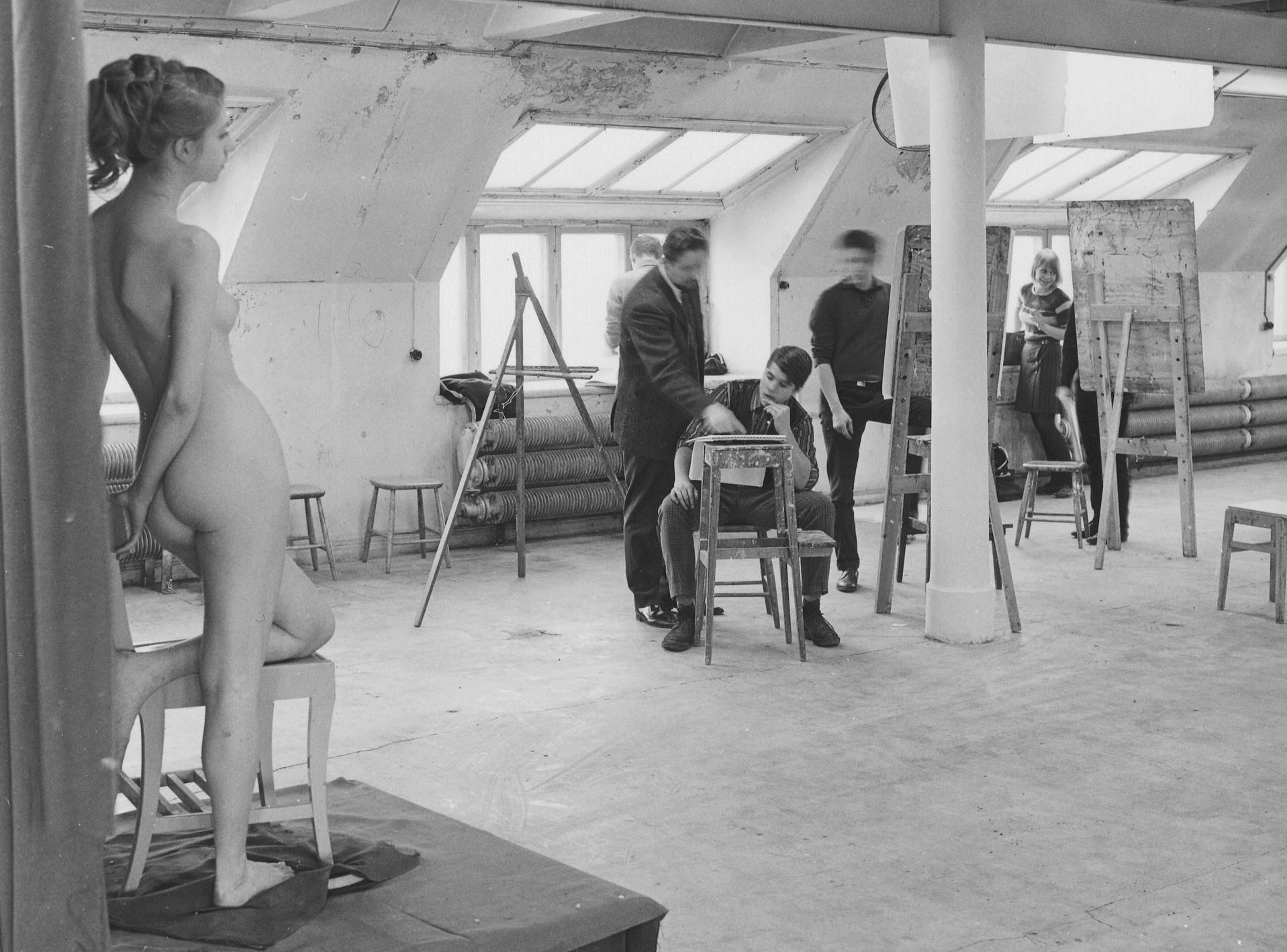
En nakenmodell och teckningselever på Gerlesborgsskolan 1966.

## Exempel på aktstudier (verk)

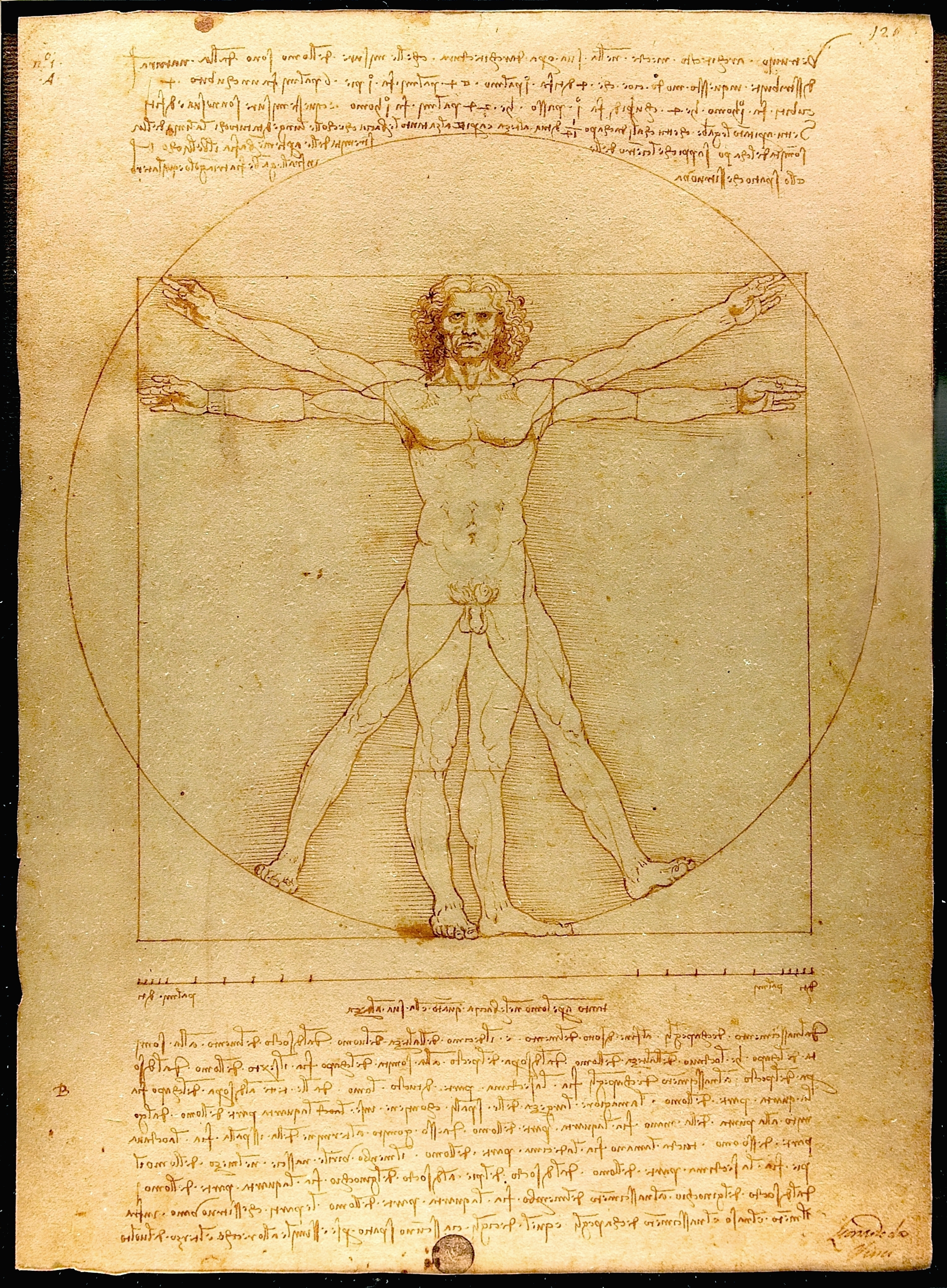
Den Vitruvianske mannen av Leonardo da Vinci, 1492.
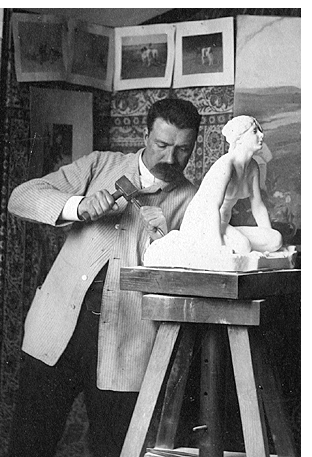
Grodan av Per Hasselberg, ca 1888.
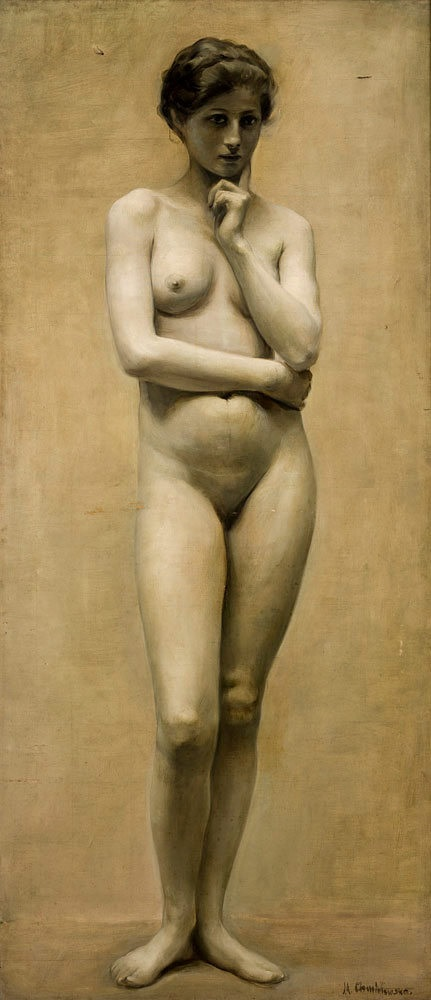
Akt av Maria Chmielowska, ca 1895.
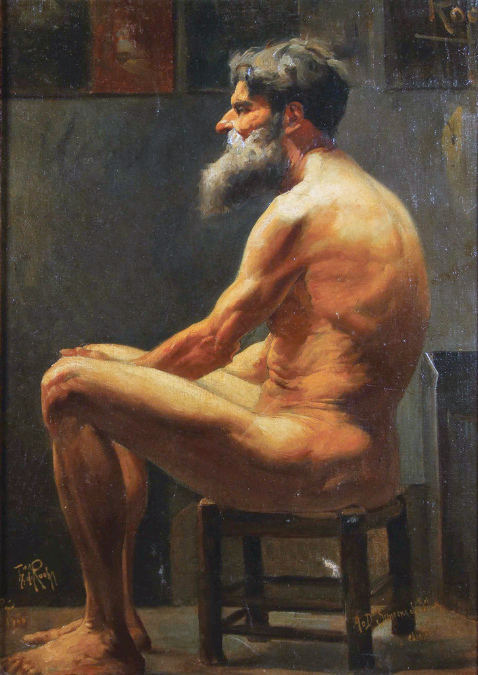
Akt av Manuel Teixeira da Rocha, sent 1800-tal?
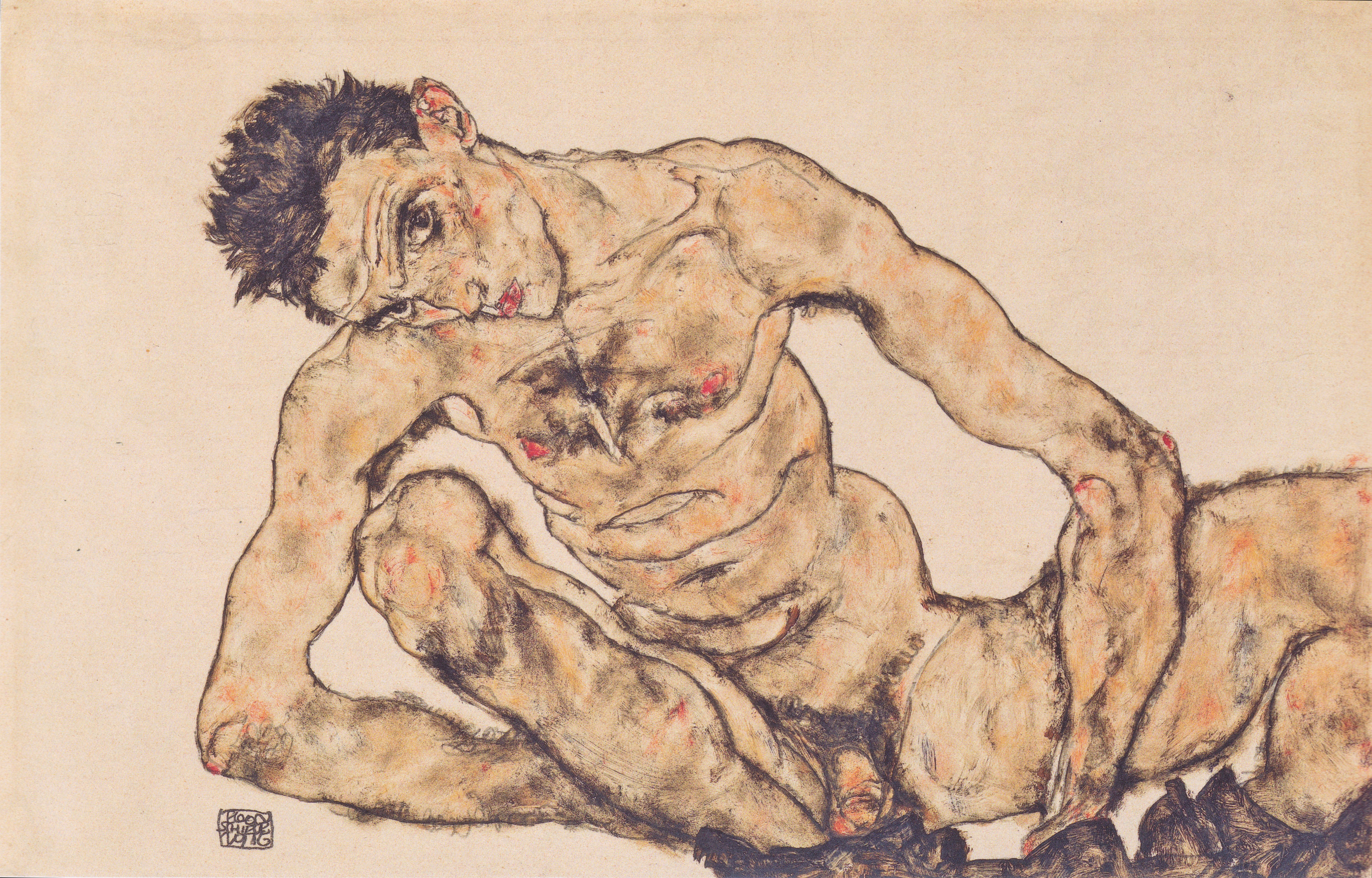
Akt (självporträtt) av Egon Schiele, 1916.
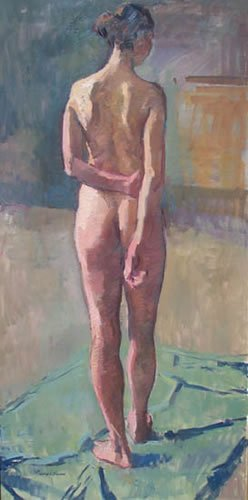
Standing nude av Jerry Weiss, 2002.
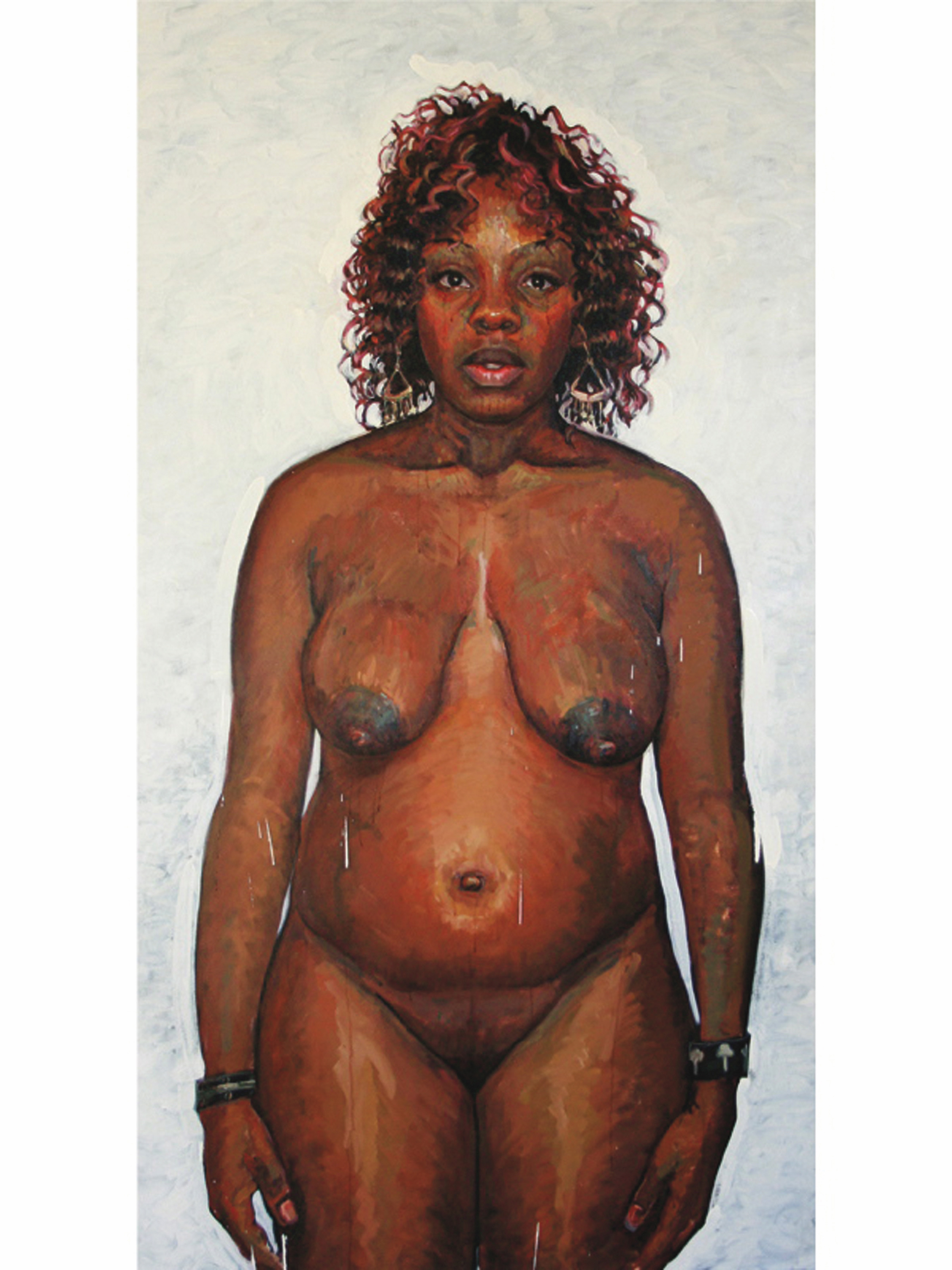
Tara from Illinois av Matthew Cherry, 2008.
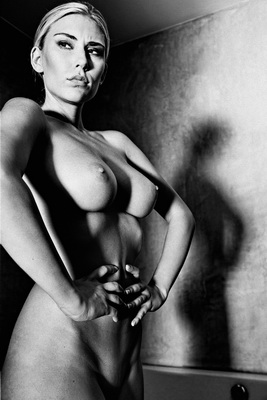
Tribute to Helmut Newton av Adolf Zika, 2010.